# Philippe Mourniac
Philippe Mourniac es un deportista francés que compitió en vela en la clase Tornado. Ganó dos medallas en el Campeonato Mundial de Tornado, plata en 1995 y bronce en 2000.

## Palmarés internacional
| \| Campeonato Mundial \| Campeonato Mundial \| Campeonato Mundial \| Campeonato Mundial \| \| Año \| Lugar \| Medalla \| Clase \| \| ------------------ \| ------------------ \| ------------------ \| ------------------ \| \| 1995 \| Kingston (Canadá) \| Medalla de plata \| Tornado \| \| 2000 \| Sídney (Australia) \| Medalla de bronce \| Tornado \| |                    |                   |         |
| Campeonato Mundial |                    |                   |         |
| Año | Lugar              | Medalla           | Clase   |
| 1995 | Kingston (Canadá)  | Medalla de plata  | Tornado |
| 2000 | Sídney (Australia) | Medalla de bronce | Tornado |